# Basilobelba monstruosetosa
Basilobelba monstruosetosa är en kvalsterart som beskrevs av Sandór Mahunka 1974. Basilobelba monstruosetosa ingår i släktet Basilobelba och familjen Basilobelbidae. Inga underarter finns listade.